# 開港広場公園
開港広場公園（かいこうひろばこうえん）は、神奈川県横浜市中区山下町にある都市公園である。開港記念広場とも呼ばれる。日米和親条約調印の地で、石碑が残る。

## 歴史
1854年（安政元年）3月3日。マシュー・ペリー提督は、現在横浜開港資料館の講堂がある付近の応接所で日本側全権委員との間で日米和親条約を締結した。これに先立ち、同年2月23日には幕府に献上するための汽車模型の試運転、その翌日には電信の送信実験が行われ、日本人が西洋の実情を知るとともに日本の近代化の幕を開ける契機となった。横浜が交渉の地となった経緯として、「鎌倉か浦賀を交渉の場としたい」とする幕府側に対し、「首都である江戸で行うのが国際的な慣行である」とするペリー側が江戸湾の奥まで艦隊を進めた結果、幕府側の妥協を引き出したものである。実際には江戸付近は水深が浅く、街を艦隊の砲弾の射程に納めるには危険があった。横浜は十分な水深と艦隊を停泊させるスペースがあり、湾口からの波浪が本牧岬により防がれていることから、条件は良好であった。幕府側にとっても、江戸や、東海道の宿場町の神奈川に入れずに食い止めたことで面子が立った。
昭和中期には、モータリゼーションによりこの付近は道路となり、和親条約の碑はロータリー交差点の中に置かれ気付く人も少なくなった。隣接する旧イギリス領事館が横浜開港資料館となるのを契機に、開港の地にふさわしい場所に整備されることが計画された。ロータリーを信号制御に改め、車道を整理して歩行者の動線を広げ、広場の中央に噴水を配置した。工事中に発見された下水道の遺構は、上部から見学できるよう透明のガラス板が設けられた。1982年に開港広場公園が開園し、1985年には横浜市主催の第1回まちなみ景観賞を受賞した。

## 公園内の施設
「日米和親条約締結の地」の碑や噴水のほか、1882年（明治15年）ごろに築造されたと考えられる煉瓦造りのマンホールと下水道の遺構がガラス越しに見学できる。これは1982年に公園の整備中に発見されたもので、国登録有形文化財に登録されている。園内に展示・保存されている大砲は、外国人居留地90番地にあったスイスの商社、シーベル・ブレンワルト商会が扱っていたもので、1959年に同社社屋の基礎工事中に発見され、2003年に市に寄贈された（旧居留地90番地の大砲）。園内の時計塔は、1891年に大さん橋に立てられたポールを模したものである。

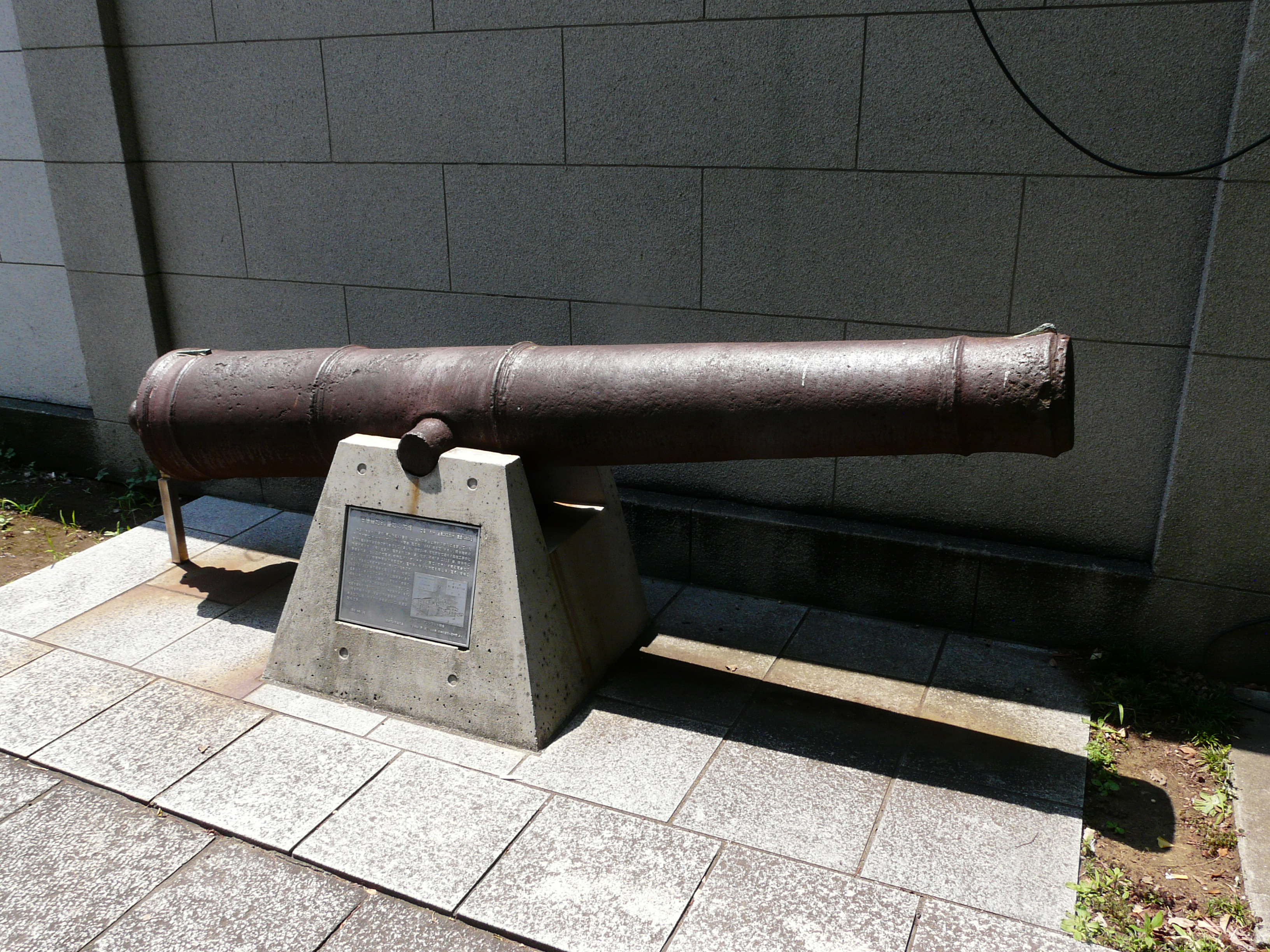
旧居留地90番地の大砲
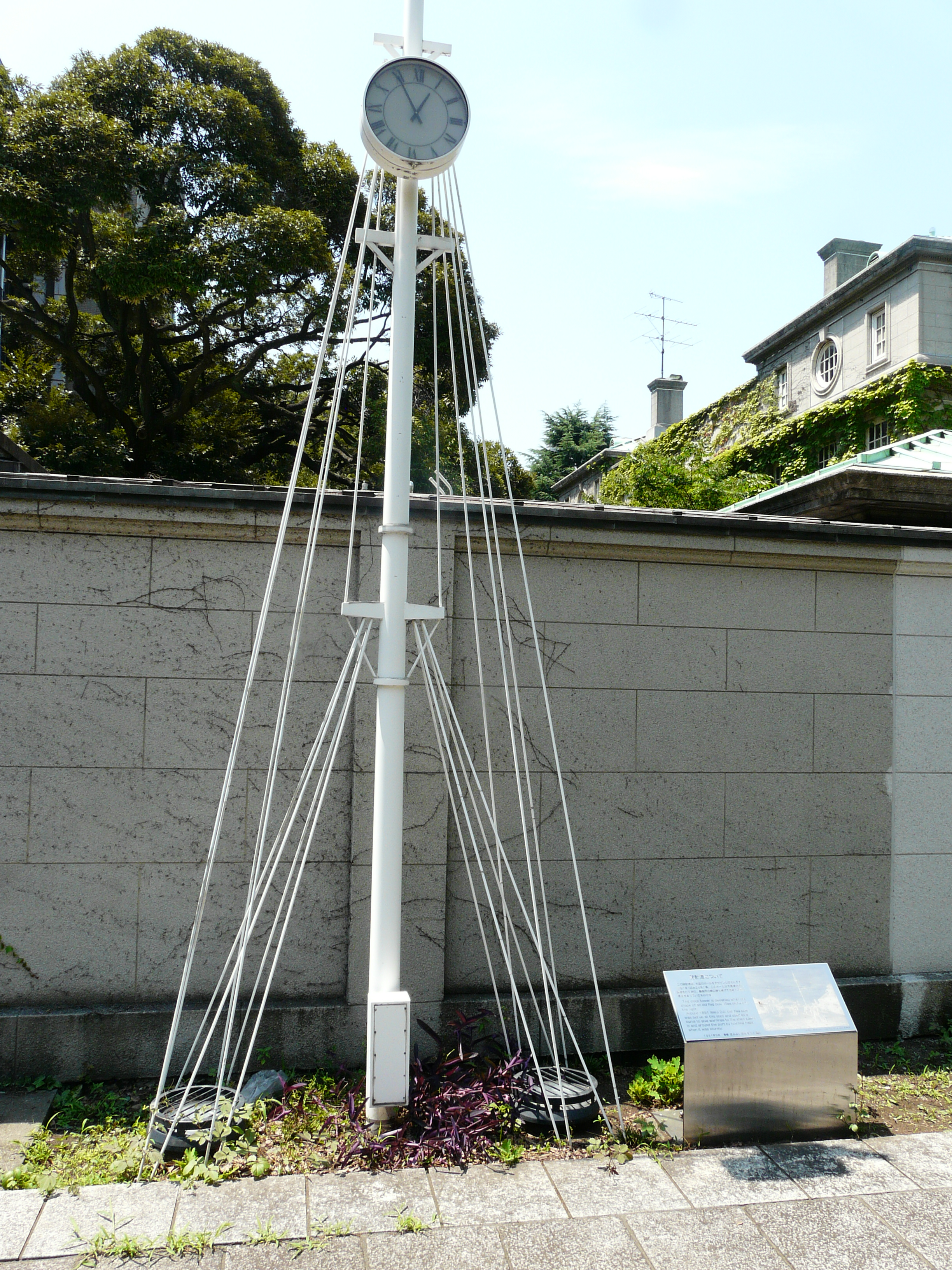
ポールを模した時計塔

## 周辺
大さん橋の付け根にあり、旧来からの横浜港の中心部に位置する。正面の開港広場前交差点は北東の大さん橋、北西からの海岸通り、南東からの山下公園通り、南西からの大桟橋通りが交わる交差点で、国道133号の起点でもある。東側は大桟橋通りを挟んでシルクセンター、北側は海岸通りを挟んで北欧料理店「スカンディヤ」などが入る横浜貿易会館に隣接し、その背後は象の鼻パークとして整備された。南西側は横浜海岸教会に接する。